# Magis
Magis (en latín, «más») es un término extraído de la Espiritualidad Ignaciana de la Compañía de Jesús. Es atribuido a San Ignacio de Loyola, santo patrón fundador.
Es palabra latina y sus aplicaciones en educación (magisterio, clase magistral), en muchas ramas profesionales (magíster) significa aumentar las propias competencias y capacidades para ponerlas al servicio de los demás (prójimo), y de esa manera, hallar realización, procurar trascender y encontrar felicidad en el propio desprendimiento voluntario y en el compartir solidario.
La palabra "magisterio" tiene sus raíces en el latín, específicamente en el término "magister," que originalmente se refería a alguien que sobresalía en conocimiento, habilidades o autoridad en un ámbito específico. Esta palabra, con el tiempo, ha evolucionado para abarcar diversas aplicaciones, especialmente en el ámbito educativo y profesional.
En la educación, el concepto de magisterio está íntimamente ligado a la figura del maestro, quien no solo enseña conocimientos técnicos o académicos, sino que también actúa como guía en el desarrollo integral del estudiante. La enseñanza magistral, también conocida como clase magistral, es un método tradicional de enseñanza que implica la transmisión de conocimientos por parte de un experto, generalmente a través de exposiciones claras, estructuradas y detalladas. Este método, aunque clásico, sigue siendo valorado en muchas disciplinas por su capacidad de sintetizar información y transmitirla de manera efectiva a grandes audiencias.
En el ámbito profesional, el término "magíster" se utiliza para referirse a una persona que ha alcanzado un alto nivel de especialización en un área de conocimiento a través de estudios de posgrado. Este grado académico, conocido como maestría, simboliza no solo la profundización en competencias específicas, sino también un compromiso con el aprendizaje continuo y la excelencia profesional. Quienes obtienen un magíster suelen aspirar a contribuir significativamente en sus campos, buscando soluciones innovadoras a problemas complejos y compartiendo su experiencia para el beneficio de la sociedad.
El trasfondo ético y filosófico del magisterio y del magíster está profundamente arraigado en la idea de servicio. Aumentar las propias competencias y capacidades no se limita al beneficio personal; se trata de poner estos conocimientos al servicio de los demás, del prójimo, para fomentar el bienestar colectivo. Este enfoque refleja una visión altruista en la que la realización personal y la felicidad no se encuentran únicamente en el éxito individual, sino en el desprendimiento voluntario y en el compartir solidario.
En muchas culturas y tradiciones, el magisterio también está relacionado con la idea de trascendencia. Educar y servir no solo impacta a quienes reciben los conocimientos o el apoyo, sino que también deja una huella duradera en la sociedad. De esta manera, el magisterio no es simplemente una profesión o un grado académico; es una vocación que busca contribuir al progreso humano, tanto en términos materiales como espirituales.
El concepto de magisterio, por tanto, trasciende su origen etimológico y encuentra aplicaciones en múltiples contextos. Desde la educación formal hasta las profesiones especializadas, su esencia radica en el desarrollo humano integral y en la construcción de comunidades más justas y solidarias. La búsqueda de la felicidad y la trascendencia a través del servicio y la solidaridad resuena como un ideal universal, aplicable a todos los campos del saber y la acción humana.
- Datos: Q71549025